# Região Geográfica Imediata de São João Nepomuceno-Bicas

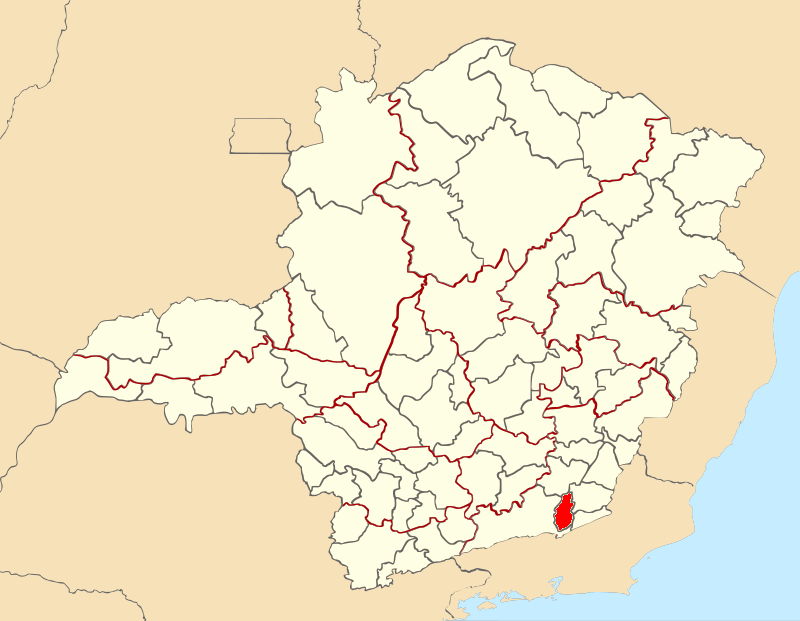
Região Geográfica Imediata de São João Nepomuceno-Bicas.

A Região Geográfica Imediata de São João Nepomuceno-Bicas é uma das 70 regiões geográficas imediatas do Estado de Minas Gerais, uma das dez regiões geográficas imediatas que compõem a Região Geográfica Intermediária de Juiz de Fora e uma das 509 regiões geográficas imediatas do Brasil, criadas pelo IBGE em 2017.

## Municípios
É composta por 9 municípios.
- Bicas
- Descoberto
- Guarará
- Mar de Espanha
- Maripá de Minas
- Pequeri
- Rochedo de Minas
- São João Nepomuceno
- Senador Cortes

## Estatísticas
Tem uma população estimada pelo IBGE para 1.º de julho de 2017 de 72 807 habitantes e área total de 1 566,859 km².